# SM i innebandy damjuniorer 18
SM i innebandy damjuniorer 18 avgörs ungefär på samma sätt som fotbollens Champions League. Alltså först är det kvalgrupper (som kallas JSM-kvalgrupper) och sedan SM-slutspel. Laget som vinner slutspelet blir svenska mästare. Svenska mästare koras sedan säsongen 1996/1997.

## Svenska mästarinnor genom åren
| - 1997 - Rönnby IBK - 1998 - Örebro SK IB - 1999 - Högdalens AIS - 2000 - Filipstads IBK - 2001 - Kristinebergs AIS - 2002 - Holmsund City IBC - 2003 - Högdalens AIS - 2004 - Högdalens AIS - 2005 - Södertälje IBK - 2006 - IKSU - 2007 - Täby IS - 2008 - RIG Umeå IBF - 2009 - RIG Umeå IBF - 2010 - Pixbo Wallenstam IBF - 2011 - Pixbo Wallenstam IBF - 2012 - Malmö FBC - 2013 - RIG Umeå IBF - 2014 - Malmö FBC - 2015 - RIG Umeå IBF - 2016 - RIG Umeå IBF |

### Fotnoter
1. ↑  ”SM, juniorer 18”. Svenska innebandyförbundet. Arkiverad från originalet den 27 juli 2014. https://web.archive.org/web/20140727225313/http://www.innebandy.se/StatistikHistorik/SM-medaljer-genom-tiderna/SM-juniorer-18/. Läst 16 april 2016.